# Embleem van Noord-Korea
Het embleem van Noord-Korea toont een waterkrachtcentrale en de berg Paektusan onder het schijnende licht van een rode (communistische) ster. De waterkrachtcentrale is vermoedelijk de Supung-dam of de verder in de richting van de riviermonding gelegen Taipingwan-dam. Beide stuwdammen liggen in het noordwesten van het land in de rivier de Yalu, die de grens met China vormt. Aan beide zijden van de rivier (in beide landen) liggen waterkrachtcentrales voor de opwekking van elektriciteit. Het geheel wordt omringd door rijsttakken die door een rood lint met daarop de tekst De Democratische Volksrepubliek van Korea (in het Koreaans, Hangulschrift) worden samengebonden.
Het Noord-Koreaanse embleem is opgesteld naar het voorbeeld van het embleem van de Sovjet-Unie, waarop ook veel andere communistische landen hun wapen inspireerden.